# ジプシーのとき
『ジプシーのとき』（Dom za vešanje）は、1988年のイギリス、イタリア、ユーゴスラビアの映画。監督および脚本はエミール・クストリッツァ。出演はダヴォール・ドゥイモヴィッチ、ボラ・トドロヴィッチなど。音楽はゴラン・ブレゴヴィッチ。
1989年に第42回カンヌ国際映画祭のコンペティション部門に出品されて、クストリッツァが監督賞を受賞したほか、1991年にスウェーデンの映画賞であるゴールデン・ビートル外国語映画賞を受賞した。

## キャスト
- ベルハン - ダヴォール・ドゥイモヴィッチ
- アーメド - ボラ・トドロヴィッチ
- ベルハンの祖母 - リュビシャ・アジョヴィッチ